# 自然学校

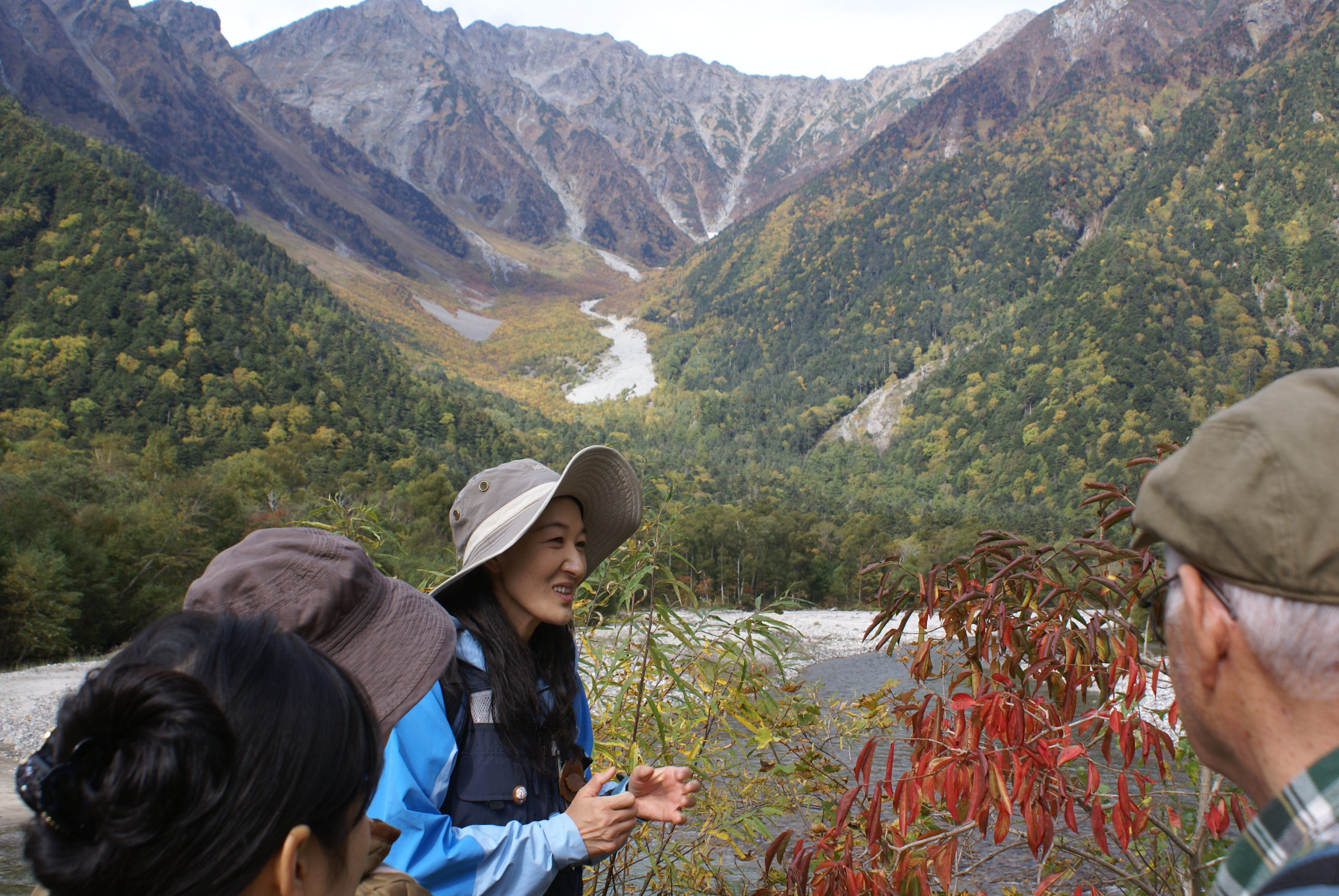
上高地白樺自然学校ガイドツアー（長野県松本市）

自然学校（しぜんがっこう）または自然学舎（しぜんがくしゃ）とは自然体験活動のための『場』『プログラム』『指導者』を、年間を通じて提供できる施設や組織であり、その活動を通して『人と自然』『人と人』『人と社会』を深くつなげ、自然と人間とが共生する持続可能な社会づくりに貢献する組織的な自然体験活動である。

## 自然学校の定義

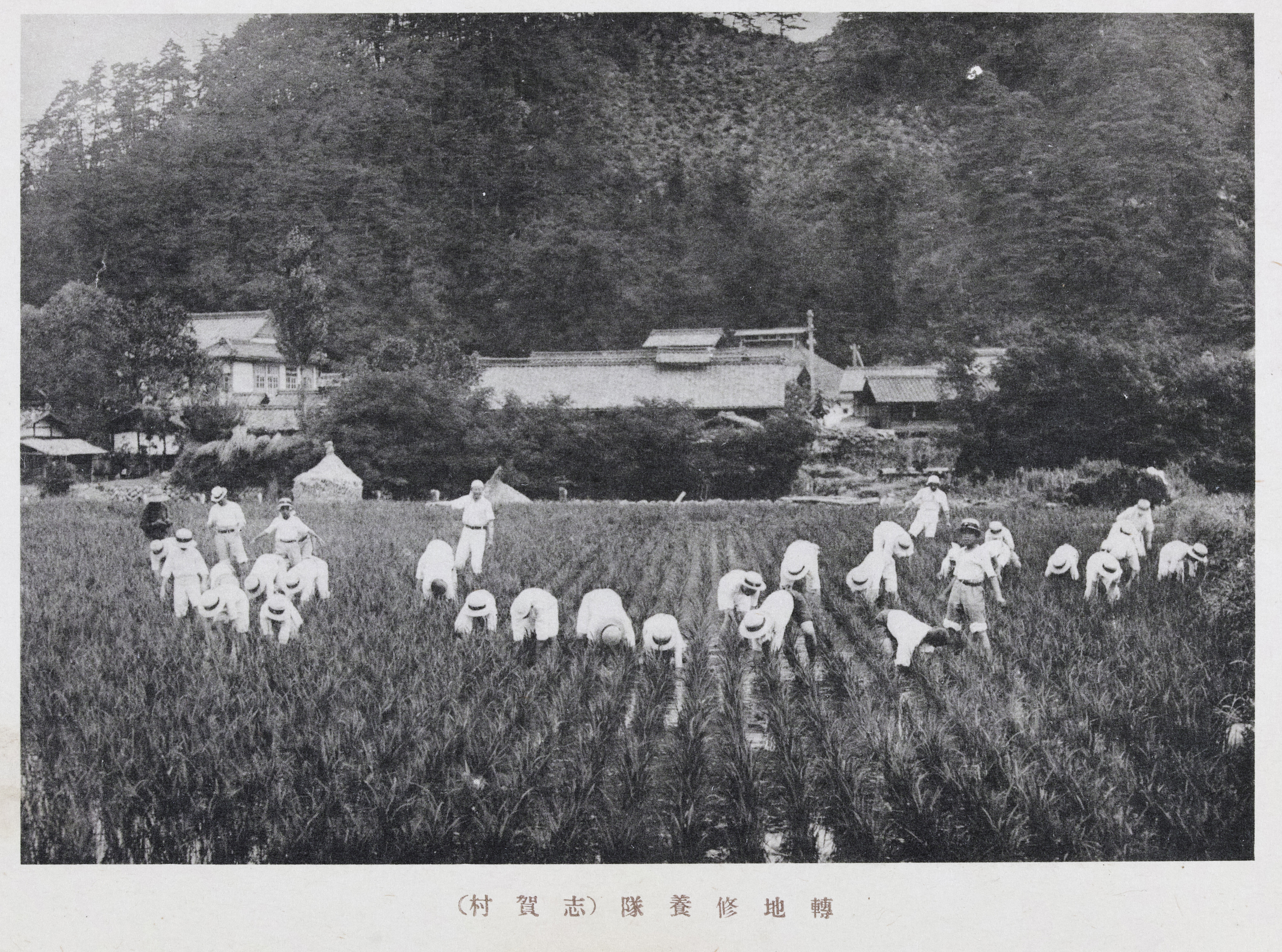
東京府立第五中学校（現・小石川中等教育学校）で創立時より実施していた農村生活の体験をする「転地修養隊」の様子（大正時代）

2002年に行われた自然学校の全国調査においては、「自然体験活動の受け入れ体制となる施設や組織を特に自然学校と呼ぶこととした。」と、幅の広い定義を行っている。この「自然体験活動」については「自然体験活動は、野外での体験活動全般を指し、キャンプやハイキング、自然観察はもとより、農業体験・漁業体験などの体験活動、田舎暮らしなどの生活体験も含まれる。また、自然を活用した川や海や山でのスポーツも、自然体験活動に含まれるものとする。従って本調査では、野外で自然と関わることであれば、そのほとんどすべてを自然体験活動と呼ぶこととした。」。その上で、「自然体験活動のための『場』『プログラム』『指導者』を、年間を通じて提供できる施設や団体」と解説している。
2006年における調査 では、「自然学校とは、その活動を通して『人と自然』『人と人』『人と社会』を深くつなげ、自然と人間とが共生する持続可能な社会づくりに貢献する組織的な自然体験活動」であり、「自然体験活動及び地域の生活文化の再生に関わる活動その他をそれぞれの専門家の指導によって、安全に楽しく行う」とされ、「責任者、連絡先住所、活動プログラム、活動の場所、参加者がいる。」という定義がなされている。
自然学校を「自然豊かな場所で、宿泊可能な施設を持ち、指導者が常駐し、プログラムを提供していくところ」と定義したうえで、都市に本拠地をおいて自然豊かな場所や地域での体験活動を提供していく組織をも「都市型自然学校」もしくは「体験学校」と呼び、広義の自然学校として扱っている者もいる。

## 自然学校の活動テーマ・内容
自然学校の活動テーマ・内容は以下のように極めて多岐にわたっている。
- 自然観察、自然体験活動
- 第1次産業や農漁村部での生活体験
- 青少年育成
- 環境教育
- 冒険教育
- 野外活動（アウトドア・スポーツを含む）
- エコツーリズム
- 環境保全・自然保護活動
- 自然再生
- 指導者育成
- 企業人教育
- 調査研究

2000年代以降に取り組まれはじめている比較的新しい領域として以下のものなどが出てきている。
- 持続可能な「暮らしづくり」（自給農、自然エネルギー、地域通貨など）
- 食育・健康づくり
- 悩みを持つ青少年への支援（不登校、引きこもり、ニート等）
- 地域振興
- 幼児教育
- 国際協力
- 自然災害被災地支援活動

新たな外部の専門家との協働のもとに進められているものも多く、社会からの要請によって絶えず新しい活動領域が生まれ続けてきている。
80年代末ごろから「体験学習法」に基づく体験型の学習手法が開発、導入され、活動内容を構成する中心的な考え方となっている。

## 自然学校の経営
民営の自然学校の経営規模は法人として数十名の指導者を雇用して組織的な運営をしているものから、1人〜数名の規模で「個人経営」あるいは「任意の非営利団体」として運営をしているもの、年間収支が数億円にのぼる団体から100万円以下というものまで様々である。専従スタッフを持たずボランティア主体での運営をしている団体や、公園管理など他の業務との兼務で運営されているケースもある 。
主な収入源は主催行事の開催、外部への講師派遣、行政からの受託事業、旅行代理店等との提携等である。主催（自主）事業は主催者の思いや考え方を具現化していけるが、広報、募集・営業活動、受付、実施運営といった全てのプロセス、作業を自力でやらねばならず、手間がかかる割にあまり利益率は高くない。講師派遣も収益性は高くない。指導のノウハウや経験が生かせ、かつ収益性の高いものは受託、提携事業であり、民間独立自営型の自然学校はこうした多様な収入源を組み合わせて経営を成立させている 。
他の分野のNPO活動と同様に、民間独立自営型の自然学校は経営基盤、組織力、資金力、社会的認知などが乏しいなかで活動をスタートさせているケースがほとんどであり、経営基盤やマネジメント・システムを築いている自然学校はまだ少数である。自然学校全体としても経営力水準の向上は今後の大きな課題である 。

## 自然学校の「指導者」とその専門性
「自然体験学習の専門家組織」として自然学校をとらえた場合に、その専門性が発揮されている要素として次のようなものが挙げられる。
1. 野外活動技術、野外生活技術
2. インタープリテーション（自然解説の技法）
3. あらゆる世代・対象に対応できる参加・体験型学習の展開手法（ワークショップ、体験学習法、ファシリテーション、コミュニケーション手法）
4. リスクマネジメント（安全管理）
5. 企画・プランニング（プログラム・ソフト開発、事業企画、広報とPR）
6. 地域計画・地域経営（まちづくり、むらおこし、エコツーリズム、グリーンツーリズム等）

「自然のことをよく知っている」「野外技術に精通している」という領域にとどまらず、社会や地域の諸課題に対して具体的に解決策を提示していける総合的スキルを身につけてきた専門家組織であるといえる。
自然学校の多くは指導者養成講座を行っている。3〜4日程度で自然体験活動の基本的な指導法を身につけるものから、通年合宿形式で講義、体験、現場実習なども含んだ長期にわたるもの、個別のプログラムについて指導者の資格、認定や登録の制度が存在するものもある 。指導者を志す人材の現場実習の機会として、あるいは自らのスタッフ養成のために実習生・研修生制度を設けている自然学校もある。
大学・大学院での自然学校指導者の養成も90年代以降盛んに行われるようになってきた。老舗ともいえる筑波大学大学院 のほか、信州大学、青森大学大学院、北海道大学大学院 、びわこ成蹊スポーツ大学、岐阜県立森林文化アカデミーなどに専攻、コース等が設置されている。

## 自然学校の設立、運営主体
自然学校の設立、運営主体は単に公立や民営というような分け方にとどまらず、成り立ちや運営の仕方を含めて極めて多様である。
以下8つの類型に分類されたものを以下に挙げる。

### ①民間（独立）型
一人、もしくはグループによって資金・労力を持ち寄って起業、設立された自然学校である。個人事業の規模からスタートして次第に規模を拡大し、現在では法人化して数億円規模の売り上げとなっている自然学校もある。
【代表例】「アルプス子ども会」、「ホールアース自然学校」、「国際自然大学校」

### ②民間（部門）型
まず経営母体があり、その一部門として起業、運営されている自然学校である。旅行代理業、出版業、宿泊施設、学習塾、テレビ局、NPOなど営利非営利はさまざまであるが、本業と関連している場合が多く、また事業部形式で運営されているケースが多い。
【代表例】「トムソーヤクラブ（株式会社日本旅行）」、「小学館レクリエーションリーダーズクラブ（株式会社小学館プロダクション）」、「キープ・フォレスターズスクール（財団法人キープ協会環境教育事業部）」

### ③民間（ボランティア主体）型
施設や専従スタッフをもたず、非営利で市民のボランティアを主体に運営されている自然学校である。
【代表例】「京都自然教室」「フィールドソサイエティー」「小野田自然塾」

### ④民間（CSR）型
大企業を中心としたCSRへの関心の高まりを背景に近年増加しつつあるのがこのタイプの自然学校である。社会貢献を意識して設立、運営され、②とは異なり本業との直接的な関連はない。自然学校の運営以外に、自然体験関連のイベント、キャンペーン、人材育成支援などに関与する企業は他にも多数あり、社会貢献のなかでも自然体験活動は関心の高い領域であることがうかがえる。
【代表例】「トヨタ白川郷自然學校（株式会社トヨタ自動車による設置）」、「ハローウッズ（本田技研工業株式会社）」、「市村自然塾（株式会社リコー）」、「九重ふるさと自然学校（セブン・イレブン記念財団）」

### ⑤国公立（直営）型
国が設置している自然学校としては「国立青少年自然の家」、「国立青少年の交流の家」（文部科学省所管の独立行政法人） 、国立公園等の自然ふれあい関連施設等（環境省および関連特殊法人）、国営公園の自然ふれあい関連施設（国土交通省および関連特殊法人）などがある。都道府県・市町村立の少年自然の家をはじめとする自然体験関連施設がある。近年の傾向として、他の公立施設等と同様、指定管理者制度により、所管の公益法人や民間企業、NPO等に運営を委託するケース も増えてきており、純粋な意味での国公立直営の自然学校は減少傾向にあるといえる。
【代表例】「柏崎・夢の森公園環境学校」（柏崎市）

### ⑥大学・学校型
④の企業と同様に、大学も地域社会とのつながりを強めつつあり、所有する森林等を活用し、市民に開かれた自然学校を開設する事例が出てきている。
【代表例】「角間の里山自然学校」（金沢大学）、NPO法人「環境創造舎」（九州大学）、「青森大学自然学校」（青森大学）、「龍谷の森」（龍谷大学）

### ⑦パートナーシップ型
各主体同士のパートナーシップによる運営である。土地や施設は国や自治体が所有し、ソフト運営を民間に委託して行う「官設民営」型の自然学校や、同様に土地や施設を企業が所有し、ソフト運営を別の民間専門組織に委託し運営する自然学校もある。指定管理者制度の導入により行政直営から、民間への運営移管がされるケースは今後も増加すると考えられる。
【代表例】「田貫湖ふれあい自然塾」（環境省＋JEEF＋ホールアース自然学校）、「黒松内ぶなの森自然学校」（北海道黒松内町＋NPO法人ねおす）、「大杉谷自然学校」（三重県大台町＋大杉谷自然学校運営協議会）、「大野ESD自然学校」（垂水市＋鹿児島大学＋地元地域）

### ⑧ネットワーク型
石川県では、県の各部局（教育委員会、環境、農林、公園、河川等）に加えて、県下の市町村、民間営利・非営利団体などが「いしかわ自然学校 」という、いわば共通のブランドネームで連携し、全県規模で自然体験活動を推進していく「ネットワーク型」ともいえる運営形態をとっている。他にも千葉県房総地域で県の支援のもとで運営されている「NPO法人千葉自然学校」の例がある。
これらのうち④民間（CSR）型、⑤国公立（直営）型、⑦パートナーシップ型、⑧ネットワーク型の自然学校のスタッフ構成には、①民間（独立）型および②民間（部門）型の自然学校からプロの人材が供給されているケースが多くみられる。つまり①民間（独立）型および②民間（部門）型の自然学校の主導のもとに新たなビジネス、マーケットそして公共性を創出され、そこに運営のノウハウや専門性、革新性、そして人材が集中しているといえる。

## 参照
1. ↑  環境省自然環境局,2003,p.10
2. ↑  佐藤初雄・桜井 義維英『実践・自然学校運営マニュアル―国際自然大学校20年の極意』
3. 1 2 3  西村仁志『ソーシャル・イノベーションとしての自然学校」

## 関連文献
- 岡島成行『自然学校をつくろう』
- 佐藤初雄『社会問題を解決する自然学校の使命』
- 西村仁志『ソーシャル・イノベーションとしての自然学校』